# النجد (حجة)

تعديل مصدري - تعديل

النجد هي إحدى قرى عزلة الغزي بمديرية حجة التابعة لمحافظة حجة، بلغ تعداد سكانها 194 نسمة حسب تعداد اليمن لعام 2004.